# Sakaide, Kagawa
Sakaide (坂出市 Sakaide-shi) là một thành phố thuộc tỉnh Kagawa, Nhật Bản.